# Logística militar

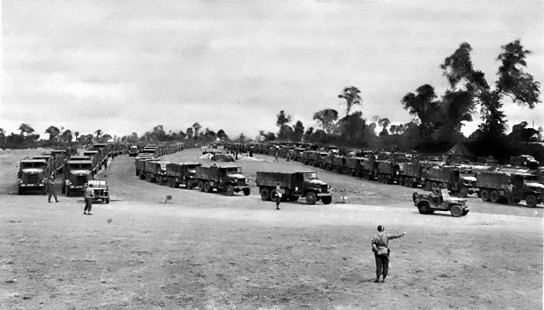
Linhas de suprimentos de caminhões para os Aliados durante a Invasão da Normandia. No seu auge, contou com 5,9 mil veículos transportando 12 500 toneladas de suprimentos.

A logística militar, geralmente conhecida como serviço de apoio ao combate, está normalmente dirigida a condições desconhecidas, como às previsões incertas. Estas podem reduzir a incerteza sobre os fornecimentos e serviços que serão necessários, onde e quando serão necessários ou mesmo a melhor maneira de os fornecer. A logística militar compreende o tempo e espaço em guerra: equipando, fornecendo, movimentando e mantendo os exércitos (Huston, 1988, p. 7).

## História
Desde os tempos bíblicos os líderes militares já se utilizavam da logística. As guerras eram longas, geralmente distantes e eram necessários constantes deslocamentos de recursos. Para transportar as tropas, armamentos e carros de guerra pesados aos locais de combate eram necessários um planejamento, organização e tarefas, que tinha  uma rota, transporte, armazenagem e distribuição de equipamentos e alimentos. (Dias, 2005, p. 27).
Durante a Segunda Guerra Mundial (1939-1945), as forças em conflito necessitavam, para avançar suas tropas, de capacidade logística (poder), de forma a movimentar e manter grandes quantidades de soldados e mantimentos nas frentes de batalha da Europa e da Ásia. A atividade logística estava relacionada à movimentação e coordenação das tropas, dos armamentos e munições para os vários locais, no mais curto espaço de tempo e nas piores condições possíveis (Carvalho, 2006, p. 6).
A Guerra do Golfo, em 1991, representou o maior movimento de tropas e materiais no mais curto espaço de tempo da história militar e ficou como um marco na história da aplicação do raciocínio logístico dentro de um período limitado de tempo, o que fez da operação «Tempestade no Deserto» um dos mais importantes eventos militares mundiais da história da humanidade. Esse conflito trouxe ensinamentos muito importantes e dados para uma profunda reflexão no campo da logística. A partir de então, a logística adquiriu proporções nunca antes alcançadas em termos de reflexão dos especialistas militares. Na verdade, a operação logística foi de tal envergadura que se tornava essencial, até mesmo crítico, perceber o carácter teleológico de toda a operação: qual é o objetivo exato da movimentação? Qual o seu custo e o seu real benefício? Pensado isto, e ainda ficando muitas perguntas sem respostas, a verdade é que se tornou fundamental o trabalho logístico. Ocorrências posteriores a esta vieram lançar ainda mais discussões sobre a necessidade de questionar e reavaliar (por exemplo, o 11 de Setembro), pois tudo o que vinha do passado parecia relativamente circunscrito num tempo e num contexto que pareciam de adequação difícil, senão impossível, face aos novos desenvolvimentos econômicos, sociais e políticos. Passou-se a desconhecer onde estava e como iria atuar o inimigo e, mais, só se perceberam as consequências dessa falha após o atentado.
A logística caminha hoje em dia de mãos dadas com o pensamento estratégico. Os dois raciocínios apresentam-se interligados e a sua presença pode ser notada nos lugares menos comuns, nas práticas menos habituais, onde a exposição ao risco é freqüêntemente elevada. Tornou-se, assim, estritamente necessário dominar as variáveis tempo, custo e qualidade do serviço, de forma a gerar novas configurações deste trinômio e novos trade-offs entre elas. A reinvenção da estratégia e da logística passou a ser um discurso comum nos dias do mundo militar, em que os desafios são incomensuravelmente superiores aos da antiga guerra convencional. Destes desafios surgirão, espera-se, novos desenvolvimentos logísticos passiveis de aplicação empresarial.

## Logística militar vs. logística empresarial
O conceito de produto/serviço certo, no local certo, no tempo certo, inicialmente desenvolvido em termos militares, facilmente transitou para o mundo empresarial, tendo sido adaptado, na sua gênese, com a perspectiva de movimentar e coordenar o ciclo de produtos finais (distribuição física) para, com o passar do tempo, assumindo novas exigências, devidas a várias causas, entre elas, o aumento das pressões dos vários mercados (Carvalho, 2006, p. 6).
Sistemas que não cumpram objectivos são exatamente aquilo de que a logística não necessita. Assim se percebe que chegou o momento em que a logística empresarial pôde ensinar mais à logística militar do que o contrário, como tem sido habitual. De fato, pode-se dizer que nos dias que correm a logística militar convencional já pode ensinar à logística empresarial. Talvez a logística do terrorismo (e a gestão do risco em cadeias de abastecimento), se for bem trabalhada na área militar, possa vir, ainda, a gerar importantes conclusões para as empresas. Pelo menos na definição de alguns princípios que possam ter por base o funcionamento em rede, a criação de valor conjunto e a formação de parcerias para um bem comum ou, visto ao contrário, para a eliminação de um mal (que pode ser, em termos empresariais, o excesso de custo subjacente a um ou vários sistemas).  A estratégia e a logística combinam-se, para conceber as melhores formas de utilizar as tecnologias, os produtos/serviços, soluções e presenças (virtuais ou reais) para se poder intervir em vários lugares em simultâneo (mesmo aqueles que são de difícil acesso), no sentido de desintegrar, destruir, e refrear o aparecimento de redes terroristas, frustrando os seus ataques.

### Estudos de caso
- BONASSER, Ulisses de Oliveira. GUALDA, Nicolau Dionísio Fares. Um Problema de Roteirização nas Operações de Transporte da Força Aérea Brasileira. XVIII Congresso de Pesquisa e Ensino em Transportes, 2004. Acesso em 31/8/2011.